# خانه پارسایی
خانه پارسایی مربوط به دوره قاجار است و در شیراز، محله لب آب، کوچه خدیجه بانو، پلاک ۲۹ واقع شده و این اثر در تاریخ ۱۰ خرداد ۱۳۸۲ با شمارهٔ ثبت ۹۰۰۲ به‌عنوان یکی از آثار ملی ایران به ثبت رسیده است.